# Homoseksualizm a kontekst kulturowy
Uzasadnienie: W szczególności aspekt historyczny jest na tyle ważny, że powinien znaleźć się w głównym artykule
Badania historyczne potwierdzają występowanie zachowań homoseksualnych, tożsamości homoseksualnej (różnie nazywanej) w społeczeństwach w wielu znanych kulturach świata. Ich akceptacja była zmienna w czasie, jak i na przestrzeni różnych kultur.
Jeden z nurtów antropologii kultury (oparty na relatywizmie kulturowym) postrzega wręcz homoseksualizm jako fenomen kulturowy, a antropologowie zwracają uwagę, że to, co we współcześnie rozwiniętych cywilizacjach określa się mianem orientacji homoseksualnej, jest w poszczególnych kulturach i w poszczególnych etapach ich historii względne, inaczej rozumiane, postrzegane i w różnym stopniu akceptowane.
Według Amerykańskiego Stowarzyszenia Psychologicznego: „Mimo wielu badań które zbadały wpływ czynników genetycznych, hormonalnych, rozwojowych, społecznych i kulturowych na orientację seksualną nie pojawiły się żadne wyniki które pozwalają stwierdzić naukowcom że orientacja seksualna jest determinowana przez jakiś określony czynnik czy czynniki”. Przeprowadzone badania nie odpowiedziały jednak jeszcze na wszystkie pytania dotyczące mechanizmów prenatalnego formowania się orientacji seksualnej, stąd brak tu definitywnej odpowiedzi.

## Aspekt antropologiczny
Dychotomia płci, która jest akceptowana powszechnie w kulturze, posiada charakter etnocentryczny. Jednocześnie płciowość człowieka nie musi wyrażać się dychotomicznie – w różnych zbiorowościach kulturowych spotyka się przypadki i koncepcje dotyczące androgynii, homoseksualizmu różnego typu lub transseksualizmu. Homoseksualizm występuje w większości znanych naukowcom kultur – zarówno kobiecy, jak i męski, przy czym ten drugi obserwowany jest częściej. Spotyka się go w formie stałych instytucji społecznych, w formie zachowań związanych z pewnymi obrzędami lub jako sporadyczne zachowania indywidualne. W antropologii kulturowej spotykane jest przedstawianie pederastii jako przykładu jednego z trzech rodzajów homoseksualności – „homoseksualności ze strukturą wiekową” (z ang. age structured homosexuality).

### Homoseksualizm zinstytucjonalizowany
Poza sferą rytualną, w różnych kulturach homoseksualność jest tolerowana w zróżnicowanym stopniu. Niektóre z nich stworzyły specjalne role społeczne związane z wymaganiami stawianymi homoseksualnym mężczyznom oraz wyobrażeniami na ich temat.
- Wśród Indian Wielkich Równin Ameryki Północnej znana jest antropologom instytucja tzw. „berdaszy” (berdache, winkte). W społecznościach tych spotykano stałe pary mężczyzn, przy czym jeden z nich przyjmował rolę kobiecą, czyli właśnie berdasza. Był on wysoko ceniony za swoją gospodarność, pomysłowość, za dobre wyniki w kobiecych zadaniach gospodarczych[potrzebny przypis], za stwarzaną przez niego estetykę otoczenia i ubioru. Istniało wśród Indian powiedzenie Ładnie jak u berdasza. Jednocześnie drugiego mężczyznę z pary homoseksualnej, który przyjął rolę typowo męską, oceniano w społeczności Indian bardzo źle. Miał on opinię tego, który wybrał łatwiejsze życie, ponieważ nie będzie musiał wychowywać dzieci i troszczyć się o kobietę, która jest fizycznie słabsza od berdasza.

- Wśród rdzennych mieszkańców Trobriandów istniały związki homoseksualne między mężczyznami, na określenie których używano pojęcia „lubay”[6].

Istnienie zinstytucjonalizowanej społecznie homoseksualności lub jej brak wyjaśniany jest przez antropologów wysoką poprzeczką wymagań, która jest stawiana mężczyznom. Ci spośród mężczyzn, którzy nie są w stanie zadość uczynić tym wymaganiom, uciekają od wyobrażanej przez społeczność męskości i czasem mieszczą się w roli wyznaczonej homoseksualnym mężczyznom. Ruth Benedict badająca związki wśród Indian Dakota przyjmowała wyjaśnienie, że instytucje homoseksualne powstawały jako konsekwencja bardzo surowych wymagań, jakie stawiano chłopcom już od dzieciństwa. Chłopcy musieli okazywać odwagę w każdej groźnej sytuacji, nie wolno im było przejawiać lęku, wahania czy żalu, ani szukać pomocy u innych. Nie wolno im było bawić się z dziewczynkami ani z młodszymi dziećmi. W takiej kulturze społecznej, według badaczki, ma szansę ukształtować się wzorzec zachowania będący rodzajem „przeciwwzoru” służącego obchodzeniu surowej normy społecznej.

### Homoseksualizm rytualny
Homoseksualizm rytualny w niektórych kulturach zajmuje szczególne miejsce, wiążące się z lokalną mitologią i sferą wierzeń religijnych. Wiązany jest z rytuałami przekazywania mocy seksualnej, siły zapładniającej i wytwarzania się nasienia.
Na wyspach archipelagu Vanuatu (wcześniej znanych jako Nowe Hebrydy) w obrzędach wtajemniczenia seksualnego, stosunki homoseksualne pełnią rolę przekazu kulturowego. Homoseksualizm jest tu symbolem więzi duchowej w linii męskiej pomiędzy żyjącymi a przodkami. Stosunek homoseksualny rytualnie przekazuje moc przodków i ich dokonania.

## Homoseksualizm w historii cywilizacji Zachodu

### Starożytność

#### Grecja

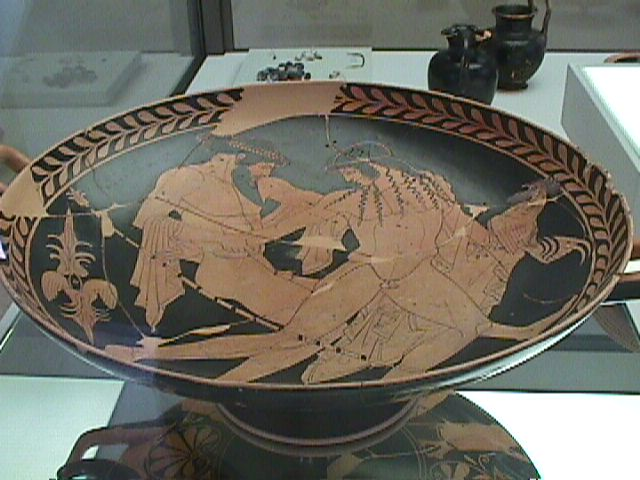
Zeus i Ganimedes.

Starożytni Grecy nie uważali orientacji seksualnej za społeczną tożsamość, tym samym używane terminy homoseksualizm czy heteroseksualizm w odniesieniu do Greków nie oznaczają, jak współcześnie, tożsamości seksualnej, ale określają bardziej aktywność seksualną. Starożytni Grecy nie rozróżniali popędu płciowego skierowanego do kobiety od pożądania do mężczyzny (dorosłego lub częściej dorastającego – pederastia). Było to uwarunkowane normami bazującymi na tożsamości płciowej, wiekiem oraz klasą społeczną. Dorosły mężczyzna, w zależności od swoich preferencji seksualnych, mógł mieć pasywnego kochanka płci męskiej, pod warunkiem, że był on od niego młodszy i nie osiągnął dojrzałości społecznej. Wskazane było, aby ten starszy był też przewodnikiem duchowym i intelektualnym młodszego. Taki związek greckie poglądy pedagogiczne uważały nawet za bardzo wskazany dla młodego mężczyzny. (Vernant, Foucault, Dover). Być może wynika to z niezwykle silnego androcentryzmu tej kultury. Było natomiast źle widziane, gdy mężczyzna dorosły wiązał się ze starszym od siebie lub gdy nie potrafił zakończyć związku z młodszym, gdy ten osiągał już społeczną dojrzałość. W starożytnej Grecji potępiano bezżenność i bezdzietność. Nie mniej zachowały się zapisy historyczne świadczące o takich parach. Według niektórych interpretacji najwcześniejszym zapisem jest relacja między Achillesem a Patroklosem z Iliady z 800 p.n.e.
Grecka akceptacja dla miłości homoseksualnej była zmienna chronologicznie i geograficznie – pojawiła się prawdopodobnie wraz z Dorami, wśród których homoseksualizm pełnił ważne funkcje społeczne. U Jonów azjatyckich podlegał natomiast pewnym sankcjom prawnym. Wraz z hellenizmem i zanikiem tradycyjnych form greckiej polis, społeczna akceptacja dla kontaktów homoseksualnych zmniejszyła się, zaczęto uznawać je jedynie za przywilej klas wyższych (zob. Jaeger). Nie ma odpowiednich świadectw pozwalających zrekonstruować stosunek do homoseksualizmu kobiet. Jednym z nielicznych zachowanych zapisów historycznych dotyczących miłości lesbijskiej są poematy Safony z wyspy Lesbos.
Michel Foucault wskazuje, że starożytni Grecy nie przeciwstawiali sobie homo- i heteroseksualizmu, jako dwóch wyraźnie odrębnych zachowań. Taka opozycja, a w szczególności różna ich ocena etyczna, pojawiła się dopiero później. Dla Greków istotne, z etycznego punktu widzenia, było natomiast to, czy stosunki płciowe były oparte na niepohamowaniu i rozwiązłości (a więc było wynikiem braku kontroli nad własnym pożądaniem).
Niektórzy badacze twierdzą, że relacje homoseksualne, a w szczególności pederastia była jedynie powszechna wśród arystokracji i występowała rzadko wśród zwyczajnej ludności Starożytnej Grecji. Według Brucea Thorntona obelgi i znieważania homoseksualistów wykazujących kobiece cechy w komediach Arystofanesa mogą świadczyć o niechęci zwyczajnej ludności do męskiego homoseksualizmu.

#### Rzym
W starożytnym Rzymie zaostrzyły się nieco społeczne uwarunkowania dopuszczalności praktyk homoseksualnych. Mężczyzna o ugruntowanej pozycji społecznej mógł mieć stosunki seksualne jedynie jako partner aktywny, z mężczyzną pod jakimś względem niższym społecznie (młodszym, niższym stanem, niewolnikiem). Bycie pasywnym partnerem własnego niewolnika było czymś niedopuszczalnym. Miłość lesbijska była niedopuszczalna dlatego, że odczytywano ją jako uzurpację przez jedną z kobiet roli mężczyzny, co stanowiło zamach na strukturę społeczną (Foucault, t. 3; Veyne).

#### Hebrajczycy
Przypuszcza się, że tak silne potępienie homoseksualizmu przez kulturę żydowską/hebrajską w starożytności miało swoje korzenie w dramatycznie niskim w niektórych okresach przyroście naturalnym tego społeczeństwa, który odbierano jako zagrożenie dla jej dalszego trwania, dlatego kultura ta odrzucała wszelkie formy seksualności nieprowadzące do prokreacji (homoseksualizm, masturbację, stosunek przerywany). Żydzi respektowali również biblijny zakaz współżycia między osobami tej samej płci.

#### Starożytność chrześcijańska
Wśród sekt wywodzących się z chrześcijaństwa starożytnego istniały wspólnoty (np. gnostycka sekta karpokracjan) tolerujące zachowania homoseksualne. Zachowało się wiele pism, zarówno biblijnych, jak patrystycznych potępiających takie grupy. Wynika to z greckich wpływów kulturowych, bardzo silnych we wczesnym chrześcijaństwie. Za ortodoksyjne uznano poglądy św. Pawła, św. Augustyna i innych Ojców Kościoła, potępiających aktywność homoseksualną jako przejaw rozwiązłości niesłużący prokreacji i zabroniony przez Biblię. Podjęto w ten sposób wątki pochodzenia hebrajskiego. U schyłku starożytności, w 390 roku n.e., Cesarstwo Rzymskie wprowadziło pod wpływem Kościoła (którego religia stała się już oficjalną religią państwową) karę śmierci przez spalenie na stosie za stosunki homoseksualne.

### Średniowiecze
Na średniowieczne potępienie homoseksualizmu złożyło się kilka czynników:
- Kultura średniowiecza była kulturą zinstytucjonalizowanej wrogości wobec kobiet, uważanych za gorsze od mężczyzn pod każdym względem (por. sekcję o pozycji kobiety w średniowieczu). Homoseksualizm uzyskał w kulturze Zachodu jednoznaczną konotację: mężczyzna oddający się innemu mężczyźnie degradował siebie do pozycji kobiety. Ponieważ niska pozycja kobiety ma silne korzenie w średniowiecznej teologii chrześcijańskiej (m.in. u św. Augustyna i św. Tomasza), taka konotacja homoseksualizmu do dzisiaj jest najsilniejsza w środowiskach żarliwie religijnych.
- Poza tym seks homoseksualny był nieprokreacyjny, a ówczesny Kościół potępiał seksualność (Delumeau, Grzech i strach) i jedyne dla niej usprawiedliwienie widział w prokreacji w stałym monogamicznym związku małżeńskim (Duby, Rycerz, kobieta i ksiądz).

Trzeba jednak dodać, że istniały wtedy środowiska intelektualne, w których homoseksualizm był półjawnie akceptowany, a nawet jawnie chwalony - tyczy się to zwłaszcza trzech tzw. renesansów: karolińskiego (VIII/IX w.), renesansu XII wieku i przedproża właściwego renesansu (XIV i XV wieku). Środowiska te pozostawiły po sobie wielkie dzieła sztuki zawierające wątki homoerotyczne. Miało to jednak charakter wyjątkowo elitarny.

### Nowożytność
Kara śmierci obowiązywała w niektórych społeczeństwach Europy jeszcze do połowy XVIII wieku. Jednakże od renesansu począwszy zaczął się rozwijać nurt daleko posuniętej akceptacji dla homoseksualizmu w kręgach elit władzy i elit kulturalnych, którego nasilenie się zmieniało w zależności od wielu czynników, przy czym nadal był przestępstwem.
Zaczął się jednak powolny proces, który Michel Foucault nazywa dyskursywizacją seksu, czyli otaczanie seksualności siatką dyskursów różnego rodzaju i milczenia w pewnych stosunkach (w relacjach władzy). Jedną z części tego procesu było stopniowe przechodzenie od kryminalizacji czy penalizacji do psychiatryzacji homoseksualizmu, od karania do nieskutecznych prób „leczenia”. Naukowcy różnych dziedzin zaczęli klasyfikować i porządkować formy aktywności seksualnej wynikającej z popędu seksualnego, nadając im nazwy i wiążąc je z tożsamością jednostki, decydując zarazem, które z nich są zgodne z normą, a które nie. Tak pojawiło się pojęcie homoseksualisty (pierwszy raz użyte w 1870 roku przez Karla-Marię Kertbeny), jako mężczyzny odczuwającego pociąg do mężczyzn. Tak określono tożsamość seksualną, która w pełni wyklarowała się (tak, jak ją dzisiaj rozumiemy) dopiero w XX wieku. W czasach belle époque wielu lekarzy i psychiatrów uważało homoerotyzm za groźną dla porządku społecznego przypadłość i podejmowano liczne próby wyjaśnienia przyczyn inwersji, uranii czy hermafrodytyzmu emocjonalnego, jak wówczas określano inklinacje gejów i lesbijek.
Karania praktyk homoseksualnych najwcześniej zaniechano we Włoszech i Francji. W XX wieku stopniowo wykreślano homoseksualizm z kodeksów karnych państw cywilizacji Zachodu, choć pojawiły się wielkie regresy w tej dziedzinie w postaci prawa państw totalitarnych:
- w III Rzeszy homoseksualiści byli eksterminowani w obozach śmierci, a grający często homoseksualistów aktor filmowy Conrad Veidt stał się jedną z głównych ikon skierowanej przeciwko homoseksualistom propagandy Hitlera;
- w dyktaturach komunistycznych był karany więzieniem (np. reżyser Siergiej Paradżanow w ZSRR).

### Ponowoczesność – interpretacje stanu obecnego
Amerykański antropolog Clifford Geertz definiuje ponowoczesność (ew. postmodernizm) jako epokę, w której zarzucono wszelkiego fabrykowania jedności na rzecz nawigowania wielości i różnorodności. W efekcie współczesne społeczeństwa przestały prześladować osoby homoseksualne, a zaczęły przyznawać im równorzędne prawa jak osobom heteroseksualnym, jednocześnie uznając, że żaden styl życia nie ma prawa sobie rościć pretensji do uniwersalności.
Socjolog Richard Florida ustalił nawet, że stopień akceptacji dla homoseksualistów idzie w parze ze stopniem dynamiki rozwoju gospodarczego społeczności. Opracowany przez niego tzw. gay index określa wskaźnik osób otwarcie przyznających się do homoseksualizmu w danym mieście i jest on wprost proporcjonalny do gospodarczej i kulturalnej dynamiki miast.

## Kultury Azji Południowej i Południowo-Wschodniej

### Indie
Pierwotne kultury subkontynentu indyjskiego nie znały homoseksualizmu jako odrębnej tożsamości seksualnej. Wielu mężczyzn, którzy miewali w życiu kontakty homoseksualne, nie identyfikuje się jako osoby homoseksualne czy biseksualne. Przedstawiciele nauk społecznych zajmujący się zagadnieniem na obszarze Azji Południowej często używają terminu Men Having Sex with Men albo Males who have Sex with Males (MSM) zamiast terminu homoseksualiści. Mówi się nawet o tzw. „indyjskim homoseksualizmie”, żeby podkreślić, że to kategoria nieadekwatna.
Indyjska kultura określa pozycję społeczną mężczyzny przez szereg skomplikowanych czynników (przynależność do klasy, do kasty, pozycję w obrębie kasty, przynależność religijną, rangę rodziny i inne), jednakże nie pod względem praktyk seksualnych. Seks z mężczyzną nie degraduje mężczyzny jako mężczyzny, nie ma wpływu na jego pozycję społeczną. To, z kim się sypia, nie definiuje w Indiach, kim się jest – tak długo, jak nie dochodzi do penetracji. Nawet bardzo sfeminizowani homoseksualiści nie są kwestionowani jako mężczyźni, o ile nie pełnią pasywnej roli w stosunku seksualnym i często się żenią, gdyż w kulturze Indii małżeństwo jest traktowane jako społeczny obowiązek. Praktyki seksualne między mężczyznami często też nie funkcjonują w ich świadomości jako forma seksu czy miłości, stanowią część przyjaźni, są zabawą (masti), formą dawania i otrzymywania przyjemności lub zarabiania pieniędzy. Sprzyja temu nieistnienie w indyjskiej kulturze żadnych restrykcji określających minimalny fizyczny dystans między mężczyznami, którzy mogą nawet sypiać w jednym łóżku. Z drugiej strony praktyki seksualne między mężczyznami były w Indiach przestępstwem aż do 2 lipca 2009 roku (zgodnie z sekcją 377 Indyjskiego Kodeksu Karnego wprowadzonego przez brytyjskie władze kolonialne w 1860 roku, szeroko pojmowane „przestępstwa przeciw naturze” były karalne od 10 lat pozbawienia wolności do dożywocia). Przestrzeń w indyjskiej kulturze jest wyraźnie podzielona na męską i żeńską, wobec czego większość ludzi większość czasu spędza w gronie osób tej samej płci, ponieważ nie ma ograniczeń w fizycznej bliskości osób tej samej płci (trzymanie się za rękę, obejmowanie), relacje przyjacielskie ulegają często seksualizacji (np. wzajemna masturbacja, seks oralny).
Do powiązania praktyk homoseksualnych z tożsamością dochodzi najczęściej w przypadkach mężczyzn wykazujących kobiece cechy, którzy identyfikują się ze swoją rolą pasywną w relacji seksualnej i uległością wobec bardziej męskiego partnera. Stanowią oni wycinek tych, którzy podejmują zachowania homoseksualne, ale jako jedyni uzyskują jasno sprecyzowaną w związku z tym tożsamość, z którą się w pełni identyfikują: kothi. Te osoby wykluczone są z kategorii prawdziwej męskości i postrzegane są jako nie-mężczyźni. Ich aktywni partnerzy seksualni mieszczą się w kategorii normatywnej męskości. Większość społeczeństwa jest negatywnie nastawiona do kothi. Osoby te narażone są na ataki oraz napastowanie seksualne już od wczesnego dzieciństwa z powodu swoich kobiecych cech, o czym alarmują organizacje praw człowieka.
Pojęcie geja czy lesbijki rozumiane jak we współczesnych rozwiniętych cywilizacjach dopiero stopniowo zaczyna istnieć w Indiach, zaczynając od wielkich miast czy kręgów osób wykształconych.
Antropolodzy zauważają, iż większość zachowań kwalifikowanych jako homoseksualne przez współczesność nie jest tak odbierana przez kulturę indyjską. Według nich tak może być odbierana tylko rola kothi, która stanowi wycinek faktycznie podejmowanych praktyk o charakterze homoseksualnym w Indiach. (Zob. Khan, Seabrook, Ashtana, Aggleton)
Obok pojęcia kothi indyjska kultura stworzyła także własne określenie na transseksualizm tzw. hijra (hidźra).

### Inne kultury Azji Południowej i Południowo-Wschodniej
Wzór kulturowy dotyczący homoseksualizmu w pozostałych kulturach Azji Południowej i Azji Południowo-Wschodniej (aż do Filipin) w jakimś stopniu przypomina opisany wzór indyjski, choć z drugiej strony gdzieniegdzie koegzystuje on lub rywalizuje z innymi wzorami, np. islamskim czy chrześcijańskim, wzór południowoazjatycki jest jednak najmocniejszy. Wykorzystuje takie wytrychy, jak nieuznawanie kontaktów z osobami tej samej płci za „prawdziwą” aktywność seksualną, jak również zjawisko hidźra – w islamskich częściach subkontynentu indyjskiego mężczyźni o wysokiej pozycji społecznej często współżyli z hidźra, którzy są w Azji Południowej uważani za trzecią płeć.

### Korea
Jednym z najwcześniejszych zapisów historycznych o pociągu mężczyzn do chłopców dotyczy Gongmina z Goryeo (1351–1374), 31. władcy dynastii Goryeo, który był znany z upodobania do młodych chłopców, których pozyskiwał przez założoną specjalną organizację.
Paul Michaut, francuski lekarz, w 1893 opisywał Koreę jako kraj, gdzie „pederastia jest powszechna, stanowi część obyczajów; jest praktykowana publicznie, na ulicach, bez najmniejszego potępienia.” Powiązał obecność pederastii z występowaniem kiły, która tak czy inaczej była powszechna.

## Świat arabski i islam
Islam potępia kontakty homoseksualne, w wielu państwach muzułmańskich są wciąż karane śmiercią, a osoby homoseksualne prześladowane (np. w Afganistanie, Arabii Saudyjskiej, Iranie). Obok korzeni tego podejścia w obowiązującej religii jest to strukturalnie powiązane z bardzo słabą społeczną pozycją kobiety w świecie arabskim i w islamie. Role seksualne (aktywność i pasywność, dominacja i podporządkowanie) są w tej kulturze bardzo ściśle rozdzielone pomiędzy płcie i mężczyzna mający kontakt seksualny z innym mężczyzną degraduje siebie do pozycji kobiety, czym naraża na szwank strukturę społeczną, dlatego kara jest tak surowa. Koran mówi wyraźnie o potępieniu praktyk homoseksualnych (zob. art. religie a homoseksualizm), ale antropologicznie nie jest to wyjaśnienie wystarczające, o czym świadczy fakt, że wśród również muzułmańskich Pasztunów posiadanie młodszego męskiego partnera jest uważane za przejaw prestiżu i dostatku wśród żonatych mężczyzn średniego wieku.
W muzułmańskich krajach Azji Południowo-Wschodniej silniejszy jest odnośny wzór kulturowy właściwy temu obszarowi.

## Indianie amerykańscy
Ruth Benedict (Wzory kultury) podaje, że wśród Indian prerii północnoamerykańskiej homoseksualiści stanowili rodzaj elity, mającej dostęp do obydwu sfer kulturowych: kobiecej i męskiej. Pełnili oni rolę tzw. berdache. Mogli brać udział w polowaniach, ale mogli też zajmować się czynnościami kobiecymi. Uważani byli za niezbędnych, by udała się zabawa czy uroczystość, a także byli swego rodzaju wysoko waloryzowanym punktem odniesienia: uchodzili za niedoścignionych specjalistów w różnych dziedzinach, mówiono, że jakiś wyrób jest „piękny jak u homoseksualisty” i nie był to żart ani ironia, lecz wyraz największego uznania. W niektórych społeczeństwach Indian amerykańskich homoseksualista miał prawo wyjść za mąż.

## Ameryka Środkowa
Bernal Díaz del Castillo, w swojej Prawdziwej historii podboju Nowej Hiszpanii doniósł o istnieniu statuetek mężczyzn uprawiających miłość w świątyniach na Jukatanie. Konkwistadorzy, podobnie jak Europejczycy z XVI wieku byli przerażeni rozprzestrzenieniem akceptacji seksu pomiędzy mężczyznami i młodzieńcami w społeczeństwie Azteków i użyli tego jako usprawiedliwienia dla wytępienia tubylczej ludności, ich religii i kultury oraz przejęcia ziem i bogactwa. Pośród wszystkich obyczajów ludzi mówiących językiem nahuatl, tylko składanie ofiar z ludzi budziło większą dezaprobatę wśród Hiszpanów w Meksyku. Obyczaj wymarł wraz z upadkiem cywilizacji azteckiej.

## Homoseksualizm jako fenomen kulturowy
Jeden z nurtów antropologii kultury (oparty na relatywizmie kulturowym) postrzega homoseksualizm jako fenomen kulturowy, podkreślając następujące fakty:
- kulturowo i historycznie relatywny (okcydentalny) charakter pojęcia homoseksualizm i jego opozycji do heteroseksualizmu;
- zmienność w czasie i przestrzeni stosunku społeczeństw do kontaktów homoseksualnych i osób, które takie kontakty mają; zmienność ta wpływa na stan faktyczny społecznego zasięgu praktyk homoseksualnych, a także na to, czy praktyki te determinują tożsamość jednostki, czy nie mają z nią związku;
- zmienność kwalifikacji (nawet ontologicznej) zachowań o charakterze homoseksualnym, która pociąga za sobą różnice w zasięgu społecznym tych praktyk.

Według tego nurtu antropologii statystyki, które określają wielkość populacji osób o orientacji homoseksualnej na 3–5% we wszystkich populacjach na kuli ziemskiej, nie uwzględniają złożoności problemu, ponieważ osoby, które z psychologicznego, socjologicznego albo medycznego punktu widzenia kwalifikowane są jako osoby homoseksualne lub biseksualne, w kategoriach pierwotnych kultur mogą nimi nie być.
Antropologia kultury postrzega zachowanie człowieka w kontekście międzykulturowych różnic, powstałych w wyniku społeczno-kulturowych uwarunkowań. Dotyczy to także zachowania wynikających z biologicznych potrzeb, nawet takich jak oddychanie (Bronisław Malinowski Naukowa teoria kultury, [w:] Dzieła t. 9). W dziedzinie seksualności człowieka wspólna wszystkim ludziom biologiczna podstawa ulega czasem bardzo zróżnicowanym transformacjom społeczno-kulturowym.
We współczesnej cywilizacji Zachodu bycie homoseksualistą obok determinujących czynników biologicznych oznacza także przybraną tożsamość, samookreślenie, polegające na myśleniu o sobie w następujący sposób:
Jestem homoseksualistą, a więc osobą, której potrzeby i zachowania seksualne odnoszą się do osób tej samej płci, co pod istotnym względem odróżnia mnie od heteroseksualistów, czyli większości społeczeństwa, która odnosi te potrzeby i zachowania do osób płci przeciwnej, natomiast czyni mnie podobnym do innych osób odnoszących te zachowania i potrzeby do osób tej samej płci.
Powyższe zdanie wydaje się logiczne dla przedstawiciela zachodniego kręgu cywilizacyjnego lub osoby znajdującej się pod wpływem kulturowym Zachodu; tożsamość homoseksualna jest zatem przyjmowana bezrefleksyjnie do wiadomości, niezależnie od tego, czy i jak taka tożsamość jest wartościowana. Jednak aby to zdanie było możliwe do sformułowania konieczne jest przyjęcie całej konfiguracji założeń:
1. Istnieją dwie przeciwne płcie i każda istota ludzka przynależy do jednej lub drugiej. (Uwaga! Antropologiczno-kulturowe rozumienie kategorii płci nie jest identyczne z jego definicją biologiczną)
2. Praktyki seksualne mają odmienny status ontologiczny, w zależności od tego, czy są praktykowane przez osoby o płci wzajemnie przeciwnej, czy też osoby o tej samej płci
3. Mimo to jednak w jednym i drugim przypadku pozostają praktykami seksualnymi
4. Fakt podejmowania takich praktyk determinuje jej tożsamość, czyli czyni ją odmienną od osób, którzy podejmują opcję przeciwną, a zarazem podobną do tych, które postępują w tej kwestii podobnie.

Człowiekowi Zachodu wszystkie powyższe założenia wydają się oczywiste, dlatego że człowiek zwykle nie problematyzuje kategorii i sposobu myślenia właściwego jego kulturze. Jednak zdaniem badaczy kultury stojących na stanowisku relatywizmu kulturowego (Geertz, Burszta, Herskovits, Kroeber, Sapir, Whorf) żaden sposób myślenia nie jest naturalny ani oczywisty i każdy jest uwarunkowany społecznie i kulturowo. Powyższe cztery warunki mogą być uważane za wytwór cywilizacji Zachodu, na dodatek stosunkowo późny i wielu innym kulturom są obce.
W innych kulturach w zakresie seksualności człowieka przyjmowane są odmienne założenia:
1. Istnieją kultury, które uznają istnienie więcej niż dwóch płci. Na przykład w Indiach uznaje się istnienie trzech płci: kobieta, mężczyzna i hidźra. Mężczyzna, który współżyje z hidźra z punktu widzenia kultury indyjskiej nie współżyje z osobą tej samej płci, a zatem nie określi siebie, ani nie zostanie określony jako homoseksualista (Nanda 1998). Istnieją też kultury, które wyróżniają kategorię ludzi będących ponad podziałem na płci, albo poza nim (np. berdache u Indian) (Benedict).
2. Są kultury, które uznają wprawdzie różnicę ontologiczną pomiędzy kontaktem seksualnym osób tej samej płci a kontaktem seksualnym osób płci przeciwnych, ale kontakty homoseksualne w ogóle nie są uważane za stosunek seksualny.